# Vera Jans
Pour les articles homonymes, voir Jans (homonymie).
Vera Jans, née le 12 mai 1978 à Hasselt est une femme politique belge flamande, membre du CD&V.
Elle est licenciée en psychologie (Université de Maestricht).

## Fonctions politiques
- conseillère communale à Lanaken (2001-)
- échevine à Lanaken (2001-2003)
- députée au Parlement flamand
  - depuis le 6 juillet 2004 au 7 juin 2009
  - depuis le 13 juillet 2009

## Décoration
- Officier de l'ordre de Léopold (2024)[1].